# Omneberget
Omneberget är ett naturreservat i Kramfors kommun i Västernorrlands län.
Området är naturskyddat sedan 1992 och är 29 hektar stort. Reservatet omfattar en sydvästbrant av Omneberget mot Omnesjön. I reservatet växer lönn och hassel.